# Graffenrieda phoenicea
Graffenrieda phoenicea är en tvåhjärtbladig växtart som beskrevs av Markgr.. Graffenrieda phoenicea ingår i släktet Graffenrieda och familjen Melastomataceae. Inga underarter finns listade i Catalogue of Life.